# Алмеж (комуна)
Алмеж (рум. Almăj) — комуна у повіті Долж в Румунії. До складу комуни входять такі села (дані про населення за 2002 рік):
- Алмеж (589 осіб)
- Боджа (551 особа)
- Мошнень (364 особи)
- Шитоая (691 особа)

Комуна розташована на відстані 189 км на захід від Бухареста, 15 км на північний захід від Крайови.

## Населення
За даними перепису населення 2002 року у комуні проживали 4139 осіб.
Національний склад населення комуни:
| Національність | Кількість осіб | Відсоток |
| -------------- | -------------- | -------- |
| румуни         | 3698           | 89,3%    |
| цигани         | 441            | 10,7%    |

Рідною мовою назвали:
| Мова      | Кількість осіб | Відсоток |
| --------- | -------------- | -------- |
| румунська | 4138           | > 99,9%  |
| циганська | 1              | < 0,1%   |

Склад населення комуни за віросповіданням:
| Релігія            | Кількість осіб | Відсоток |
| ------------------ | -------------- | -------- |
| православні        | 4072           | 98,4%    |
| адвентисти         | 41             | 1,0%     |
| баптисти           | 4              | 0,1%     |
| лютерани           | 3              | 0,1%     |
| п'ятдесятники      | 1              | < 0,1%   |
| бретрени           | 1              | < 0,1%   |
| не вказали релігію | 10             | 0,2%     |